# Heorta
Heorta is een geslacht van vlinders van de familie tandvlinders (Notodontidae).

## Soorten
- H. carema Schaus, 1906
- H. cilla Dognin, 1908
- H. roseoalba Walker, 1858
- H. viridans Dognin, 1909